# 京都六地蔵
京都六地蔵（きょうとろくじぞう）は、京都市内に鎮座する六体の地蔵菩薩像。

## 沿革と所在地
852年（仁寿2年）、小野篁（おの の たかむら）が桜の大木を用いて六体の地蔵菩薩像を彫ったとされる。篁は地蔵菩薩像を紀伊郡六地蔵村（当時は木幡（こはた／こわた）の里、現在の京都市伏見区と宇治市にまたがる地区）の大善寺に祀った。
後白河天皇の勅命により、平清盛が疫病退散のため保元年間（1156～1159年）に西光に命じて街道口6カ所（下記）にそれぞれ六角堂を建て、六体の地蔵菩薩像を一体ずつ分置した。
- 奈良街道、伏見　大善寺[1]
- 大坂街道、鳥羽　浄禅寺[2]
- 丹波街道、桂　地蔵寺[3]
- 周山街道、常盤　源光寺
- 鞍馬街道、賀茂　深泥池畔　→　現在は　上善寺
- 東海道、山科　徳林庵[4]

それら六体の地蔵菩薩像がいずれも京都にあるので六体まとめて「京都六地蔵」と呼ぶ。
室町時代、庶民に地蔵信仰が広まると、京都の街道口に安置された上記六体の地蔵菩薩像を巡拝して家内安全、無病息災を祈る「六地蔵巡り」が始まり、大善寺が「六地蔵巡り」の根本道場とされた。
現在も民間信仰として「六地蔵巡り」が行われている。